# 廖旺
廖旺（1890年—1971年），臺灣盲人，在臺南對視障者傳授職業技能與信仰基督新教，並創立盲人專屬的教會。

## 生平
廖旺於1890年出生，是母親所生十二名子女中唯一沒夭折的。五歲時患眼疾，他母親以香灰來治，遂兩眼失明。九歲時，入臺南慈惠院盲人教育部。十五歲，得宣教師甘為霖牧師引領信仰基督教，卻招母親激烈反對。
1909年，成績優異的廖旺被保送赴日本東京高等盲啞學校（今筑波大學），獲全額獎學金，畢業後考取鍼灸師、 按摩師及教員等證照。他是1909年7月1日搭臺南丸到東京，為第二批到日本留學的台灣盲人，後任日本盲人會台灣分會會長。
1913年，廖旺回臺執教於台南盲啞學校（今國立臺南大學附屬啟聰學校）。因對日籍教師的歧視台灣學生不滿常提出抗議，於1922年4月28日辭職，開設收盲人為學徒的台南鍼按院，傳授技能、協助考照，並引導學生信奉基督教。
1930年，因盲人信徒大增，禮拜時沒有聖詩可用，廖旺就發明並制訂白話字點字，著手印點字聖詩。他向學校借兩部印製機到家中，由台南神學院神學生將聖詩一字字地唸給他聽，他聽後就打成盲文，完成三百多首聖詩後，交給業者裝訂成點字聖詩，贈給盲人信徒使用。
1961年，廖旺在太平境教會創辦台南基督教盲人會。信徒約五、六十名。他先後借用太平境教會、國語禮拜堂、公園路聖公會、新樓診所、再搬回太平境教會、最後遷到民族路教會，苦無固定且屬於盲人的禮拜堂。因視障者行動不便，需要經費補助他們搭車，廖旺因此又設立替盲人籌款的盲人後援會。
廖旺還任台灣省盲人福利協進會理事，常說：「我的肉眼雖然失明，但心是光明的。」
1971年，廖旺去世。

## 身後
其女廖桃繼承父志，帶領台南基督教盲人會及盲人後援繼續盲人傳福音。第三個兒子廖青，遺囑是將父親住宅重建成盲人專用的禮拜堂。1979年，座落在台南市永福路二段54巷內的四層樓房完工落成，遺族將產權奉獻給台灣基督長老教會 ，立約此棟樓作為盲人的聚會及禮拜所在，亦即台南永福教會。

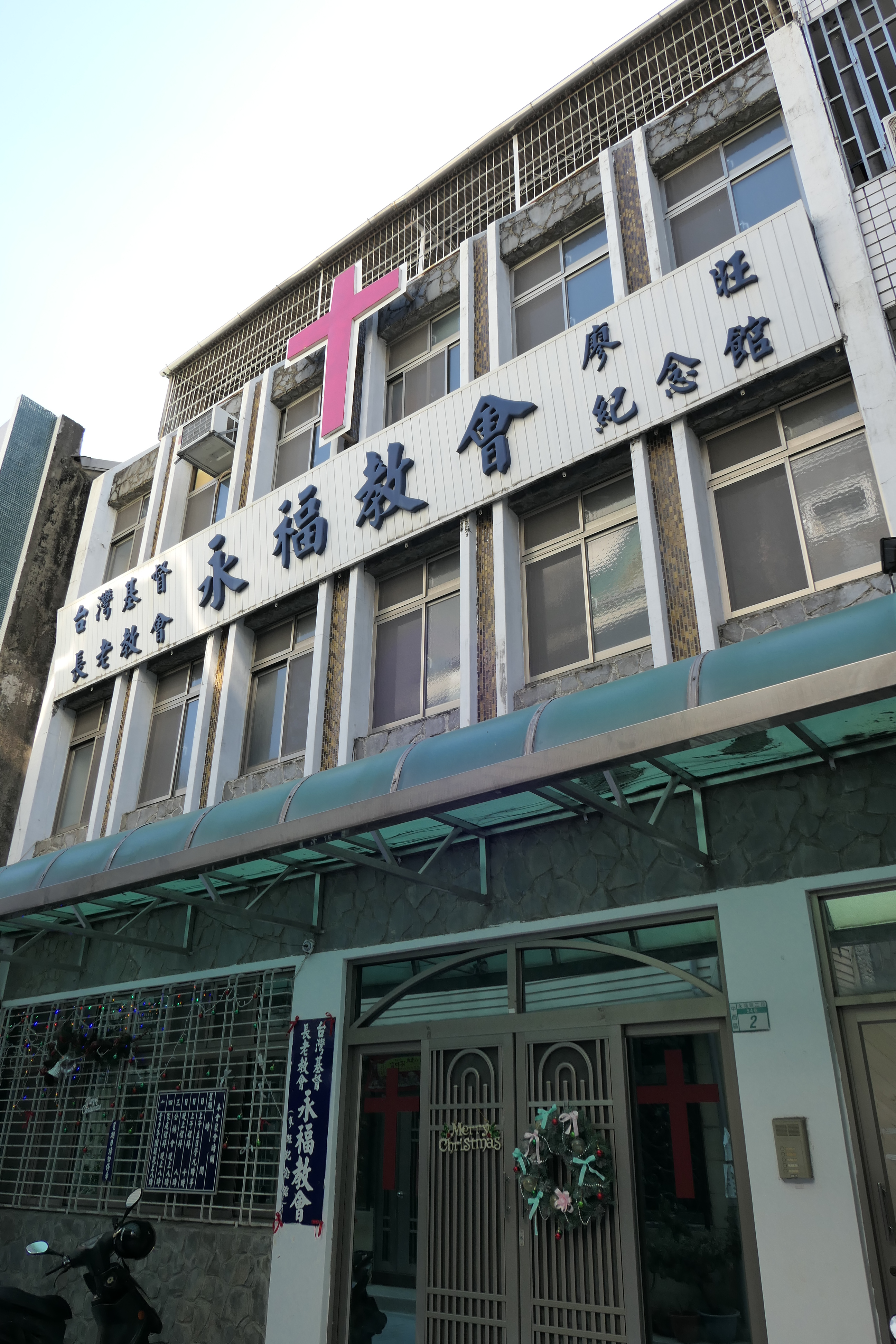
台南永福教會兼廖旺紀念館

台南永福教會除有點字聖經、無障礙空間外，還為盲人教友設置特別基金，讓盲人可以搭計程車參加聚會。2009年，《台灣教會公報》報導時，因教會事工方向改變，平均聚會僅二十多人，盲人僅剩四位。在2007年從民主路長老教會受命到永福教會幫忙的王受祿，表示會重新發揚此教會，並協助盲人找到固定的按摩服務站，也歡迎其他教會轉介盲人信徒到此。
2011年3月13日，永福教會舉行設教三十二年感恩禮拜，由王受祿傳道講道，多位過去曾出入永福教會聚會的盲人會友再次回到此。同時籌備多時的廖旺紀念館揭牌啟用，館內除歷史照片、文件、解說廖旺事蹟的影片外，還有鍼灸器材、按摩計時器、盲人點字機、點字板、招攬客人用的三孔笛等，皆為永福教會人員及台南市府城身障者藝能重建協會協助收集整理。